# Tropidophis pilsbryi
Espèce
Synonymes
- Tropidophis maculatus pilsbryi Bailey, 1937

Statut CITES
Tropidophis pilsbryi est une espèce de serpents de la famille des Tropidophiidae.

## Répartition
Cette espèce est endémique de l'Est de Cuba. Elle se rencontre dans les provinces de Guantánamo et de Santiago de Cuba.

## Description
C'est un serpent vivipare.

## Étymologie
Cette espèce est nommée en l'honneur d'Henry Augustus Pilsbry.

## Publication originale
- Bailey, 1937 : A review of some recent Tropidophis material. Proceedings of the New England Zoölogical Club, vol. 16, p. 41-52.